# 李蔚如舊居
李蔚如舊居位於重慶市涪陵區大順鄉大順村五組，文物遺址年代為1926年，2009年12月15日列為第二批重慶市文物保護單位。